# Synallaxis macconnelli
A Synallaxis macconnelli a madarak (Aves) osztályának verébalakúak (Passeriformes) rendjébe és a fazekasmadár-félék (Tyrannidae) családjába tartozó faj.

## Rendszerezése
A fajt Charles Chubb brit ornitológus írta le 1919-ben.

## Alfajai
- Synallaxis macconnelli macconnelli Chubb, 1919
- Synallaxis macconnelli obscurior Todd, 1948[2]

## Előfordulása
Dél-Amerika északi részén, Brazília, Francia Guyana, Guyana, Suriname és Venezuela területén honos. Természetes élőhelyei a szubtrópusi vagy trópusi síkvidéki és hegyi esőerdők, valamint másodlagos erdők. Állandó, nem vonuló faj.

## Megjelenése
Testhossza 17 centiméter, testtömege 18-20 gramm.

## Életmódja
Valószínűleg ízeltlábúakkal táplálkozik.

## Természetvédelmi helyzete
Az elterjedési területe nagyon nagy, egyedszáma pedig stabil. A Természetvédelmi Világszövetség Vörös listáján nem fenyegetett fajként szerepel.